# Albert van Leusen
Albert Mattheus van Leusen (* 29. Januar 1933; † 24. Dezember 2019 in Groningen) war ein niederländischer Chemiker und Hochschullehrer.

## Leben
Albert van Leusen studierte Chemie und wurde 1965 an der Universität Groningen bei Jan Strating mt einer Arbeit The synthesis of α-diazosulfones promoviert. Er lehrte bis 1998 an der Universität Groningen, ab 1980 als Full Professor.
Sein Arbeitsgebiet war insbesondere die Synthese heterocyclischer Verbindungen. Bekannt ist er für die Entwicklung des Synthesebausteins Tosylmethylisocyanid (TosMIC) im Jahr 1972. Er setzte diese Verbindung zur Synthese von zahlreichen heterocyclischen Ringsystemen wie Oxazolidinen, Oxazolen, Indolen, Pyrrolen, Thiazolen und Triazolen ein. Die von ihm entwickelte Van-Leusen-Reaktion trägt seinen Namen.